# Malcov
Malcov (on ungherese Malcó, in tedesco Maltzau, in ruteno Malciv o Malcov) è un comune della Slovacchia facente parte del distretto di Bardejov, nella regione di Prešov.

## Storia
Il villaggio viene citato per la prima volta nel 1388 (Malczow) come oggetto di una donazione reale ai feudatari di Polanoviec. Vi nacque l'omonima Signoria locale che acquistò anche i villaggi di Gerlachov, Hrabské e Venecia.  Nel XV secolo passò ai Kapy, nel XVIII secolo ai Pulszky e nel XIX secolo agli Anhalt.